# Каулс, Альберт Эрнестович
А́льберт Ка́улс (латыш. Alberts Kauls; 15 октября 1938 — 24 сентября 2008) — советский и латвийский работник сельского хозяйства, общественный деятель, латвийский политический деятель. Министр сельского хозяйства Латвии с 21 декабря 1995 года по 6 мая 1996 года.

## Биография
Родился 15 октября 1938 года в посёлке Скрунда на западе Латвии в рабочей семье.
Учился в Рижской советско-партийной школе при ЦК Компартии Латвии (1958). Окончил Вильнюсскую партийную школу (1970).
С 1953 года рабочий совхоза. Был инструктором Скрундского райкома комсомола (1957), управляющим отделением совхоза «Салиена» Рижского района (с 1961), первым секретарём Рижского райкома комсомола (с 1963), председателем колхоза «Ленинский путь» Рижского района (с 1964), председателем колхоза «Эзерциемс» Рижского района. (с 1970), начальником управления сельского хозяйства Рижского района (1973), председателем колхоза «Адажи» Рижского района (с 1974), руководителем агрофирмы Адажи (с 1986), владельцем и руководителем сельскохозяйственной фирмы «Курши» Драбешской волости (с 1991).
Кандидат сельскохозяйственных наук (1981), член-корреспондент ВАСХНИЛ. Народный депутат СССР. Герой Социалистического Труда. Награждён государственными наградами СССР.
Президент Латвии Гунтис Улманис был знаком с Каулсом много лет и признавался в том, что ему импонировал стиль работы Каулса — «размах, большие обороты, предприимчивость и смелость»; в то же время, по мнению Улманиса,
Он не только верил, что на основе колхозов можно построить прекрасный мир для сельских жителей, но и частично доказал это. Только не надо забывать, что за счёт одного его примерного колхоза существовали сто нищих колхозов.

## Участие в фирме Nordex
В 1987 году Каулс пригласил в руководимый им крупнейший латвийский колхоз-миллионер «Адажи» бывшего проректора Латвийского госуниверситета Г. Э. Лучанского, только что отбывшего уголовное наказание за хозяйственные преступления, на должность своего заместителя.
17-19 февраля 1987 года Латвийскую ССР посетил генеральный секретарь ЦК КПСС, застрельщик «перестройки» М. С. Горбачёв, которому показали промышленный гигант ВЭФ (который генсек назвал «предприятием XIX века») и агрофирму «Адажи» (которую он назвал «предприятием XXI века»). На встрече с партийным активом республики Горбачёв спросил, как он может помочь развитию прогресса, на что А.Каулс ответил просьбой помочь напрямую выйти на внешний рынок, дабы «продавать свою продукцию и закупать технологии не только для себя, но и для других хозяйств». Горбачёв обещал такой выход обеспечить, а Каулса сделал своим советником по сельскому хозяйству.
18 мая 1989 года Совет министров СССР принял постановление № 412 «О развитии хозяйственной деятельности советских организаций за рубежом», который позволял предприятиям и организациям выходить на внешний рынок напрямую при условии, что получено соответствующее разрешение от Министерства внешних экономических связей СССР. Однако ещё до принятия этого постановления, в сентябре 1988 года, «Адажи» с подачи Горбачёва создали внешнеэкономическую фирму «Adažimpeks», борясь с «государственными монополистами» СССР — такими, как Агрохимэкспорт — за право вывозить из СССР востребованные на международном рынке удобрения. Объём сделок колхозной фирмы уже в 1989 году достиг 50 млн долларов, после чего она стала учредителем фирмы Nordex в Австрии c уставным капиталом 3 млн австрийских шиллингов (250 тысяч долларов), заработанных «Adažimpeks», где Лучанский был заместителем генерального директора. Учреждение фирмы произошло с ведома тогдашнего председателя Совета министров Латвийской ССР В. Э. Бресиса. Через год эта фирма, зарегистрированная 26 февраля 1990 года, стала четвёртой по величине в Австрии, а Лучанский выкупил у партнёров их доли капитала и стал единственным владельцем. Лучанский рассказывал:
Каулс тогда тоже не мог работать вне закона, но со своим характером он мог то, чего не могли многие другие. Всесилие Каулса — это легенда. Даже когда он стал советником Горбачёва, Михаил Сергеевич слушал в основном себя, а не советников, так что всё это было театром.

## Политическая деятельность
Принимал участие в общественной и государственной жизни.
Являлся членом правления «Народного фронта Латвии», основанного в 1988 году. В 1989 году учредил «Сельский союз Латвии» (ССЛ).
По результатам выборов 1989 года избран народным депутатом СССР. В том же году стал членом Совета президента СССР Михаила Горбачева, 23 марта 1990 года Указом Михаила Горбачева назначен членом Президентского совета СССР.
В 1991 году поддержал сторонников сохранения Латвийской ССР в составе Советского Союза и состоял во Вселатвийском комитете общественного спасения (ВКОС), председателем которого являлся Альфред Рубикс. Позднее Каулсу пришлось покаяться на телевидении. В соответствии со статьей 13 «Закона о выборах в Сейм» от 1995 года члены ВКОС не допускаются к выборам. Каулс извинился за сотрудничество с Рубиксом и получил право заниматься политикой.
Вступил в Партию единства Латвии, затем стал её председателем. По результатам выборов в VI Сейм партия получила 8 депутатских мандатов. Партия единства Латвии вошла в правительственную коалицию. В 1995 году Каулс стал вице-премьером и министром земледелия Латвии в первом правительстве под руководством премьер-министра Андриса Шкеле. В 1996 году обвинил правительство в действиях, направленных против крестьян, и по требованию Шкеле ушёл в отставку.